# MyAnimeList
MyAnimeList，簡稱MAL，是動畫及漫畫數據庫暨社交網絡服務。網站收錄眾多動畫及漫畫，用戶可在網站上以列表形式整理動畫及漫畫並給予評分，還可以找到與自己偏好相似的其他用戶。截至2018年，MyAnimeList已收錄大約15,000部動畫、45,000部漫畫。網站2015年時的每月訪問量為1.2億。

## 歷史
2004年11月，Garrett Gyssler開設個人運營的AnimeList網站。由於當時影響力最大的社交網站是Myspace，他後來決定在網站名前面加上「My」（我的），改名MyAnimeList。
2008年8月4日，AtomicOnline旗下的男士娛樂及生活方式網站CraveOnline以未知金額收購MyAnimeList。
2015年，DeNA宣布從CraveOnline手中收購MyAnimeList，同時宣布與Anime Consortium Japan合作，在網站上提供DAISUKI的動畫串流服務。
2016年4月，MyAnimeList宣布在網站上直接內嵌Crunchyroll及Hulu播放的動畫，總話數超過20,000話。
2018年3月8日，MyAnimeList與Kodansha Comics及Viz Media合作開設網上漫畫店，向加拿大用戶販賣電子漫畫。服務之後擴展至美國、英國及其他幾個英語國家。
2018年5月至6月，DeNA曾關閉MyAnimeList數日，並表示出於安全及私隱考量，網站需要關閉維護。期間第三方程式使用的API亦被停用。
2019年1月，Media Do收購MyAnimeList，同時宣布將會聚焦於市場營銷及電子書銷售。
2019年9月25日，HIDIVE與MyAnimeList宣布達成合作，HIDIVE的串流平台將加入MyAnimeList提供的內容評價，同時特別向MyAnimeList用戶提供免費的精選內容供內嵌觀看。

## 功能
MyAnimeList收錄日本動畫（anime）、韓國動畫（aeni）及中國動畫（donghua），亦收錄日本漫畫（manga）、韓國漫畫（manhwa）、中國漫畫（manhua）及同人誌、輕小説。用戶可將自己有意觀賞的作品建成列表，亦可提交評論，撰寫推薦、網誌，在網站討論區發文，或是建立小組供偏好相似的人加入。用戶還可透過RSS，訂閱動畫及漫畫相關的新聞。MyAnimeList社群同時會舉辦各種有關動畫及漫畫的活動，例如每年一次的觀看/閲讀挑戰，以及圍繞當期電視動畫作品進行的虛擬體育競技。

### 評分
MyAnimeList允許用戶給列表中的動畫及漫畫打分，最低1分，最高10分。一部作品的總體評分將決定作品在數據庫中的排名，計算公式如下：
{\displaystyle R={\frac {vS+mC}{v+m}}}
當中{\displaystyle v}代表用戶評分的數量，{\displaystyle S}代表平均的用戶評分，{\displaystyle m}代表計算評分所需的最低用戶數量（當前為50），{\displaystyle C}代表所有動畫或漫畫的平均評分。若一名用戶沒有看完作品的20%，他給出的評分將被忽略。

## 外部連結
- 官方网站